# Zabłocie (Bogumin)
Zabłocie (czes. Záblatíⓘ, niem. Zablacz, Zablatz, ciesz. Zobłoci) – część miasta Bogumina w kraju morawsko-śląskim, w powiecie Karwina w Czechach. Jest to także gmina katastralna o nazwie Záblatí u Bohumína (pl. Zabłocie koło Bogumina) i powierzchni 431,68 ha, położona w południowej części miasta. Liczba mieszkańców wynosi 2196, a adresów 458. Nazwa wzięła się stąd, iż było to niegdyś miejsce „za błotem”, czyli za rozległymi bagnami dzisiejszego Nowego Bogumina.

## Historia
W Zabłociu na tzw. Piaskach odkryto najstarsze ślady bytności człowieka na terenie obecnego Bogumina. Odkryto tu na stanowisku: I - dziesiątki zabytków mezolitycznych i neolitycznych, a wśród nich krzemienne rdzenie, odłupki, wióry, drapacze, wiórowce i przekłuwacz; II - ok. 200 paleolitycznych wyrobów krzemiennych, takich jak tylczaki, wiórki tylcowe, grot z trzonkiem i wiór z wnęką; III - paleolityczny rdzeń krzemienny. Zabytki te wiąże się ze społecznościami myśliwsko-zbierackimi jakie tu wówczas żyły.
Zabłocie to jedna z najstarszych miejscowości na Śląsku Cieszyńskim. Miejscowość została po raz pierwszy wzmiankowana jako Zablocie w 1229 roku, w bulli papieża Grzegorza IX dla benedyktynów tynieckich, zatwierdzającej ich posiadłości w okolicy Orłowej. W 1268 powstał klasztor Benedyktynów w Orłowej, a Zabłocie stanowiło odtąd jego uposażenie.
W 1290 w wyniku trwającego od śmierci księcia Władysława opolskiego w 1281/1282 rozdrobnienia feudalnego księstwa opolsko-raciborskiego powstało nowe księstwo cieszyńskie, w granicach którego znalazło się również Zabłocie. Od 1327 księstwo cieszyńskie stanowiło lenno Królestwa Czech. W 1447 Zabłocie weszło w skład wydzielonego działu księcia Bolka II, nadal jednak pozostając własnością klasztorną. Aby móc sfinansować remont klasztoru w Orłowej, opat Andrzej Gniady zastawił na początku 1515 roku Zabłocie za 100 złotych szlacheckiej rodzinie Piotra Osińskiego z Żytnej na Hermanicach. Jednakowoż kryzys finansowy klasztoru się pogorszył. Wprawdzie udało się na krótko odzyskać Zabłocie, jednak za rządów kolejnego opata Wincentego wieś ta została definitywnie sprzedana, Janowi Sedlnickiemu z Choltic na Polskiej Ostrawie.
Zabłocie w historii samorządności lokalnej było samodzielną gminą, dopiero w 1974 znalazła się w administracyjnych granicach Bogumina. 